# 日立アイシーシー
株式会社日立アイシーシーは、かつて存在したドキュメントソリューション・システム開発・運用支援・印刷・CAD支援・Webコンテンツ制作等のサービス事業が主体の企業。
茨城県日立市の本社、東京都千代田区の東京支社の他、23か所の拠点及びドキュメントITセンタを持っていた。
日立製作所の完全子会社であったが、2013年10月1日に日立インターメディックス株式会社に吸収合併され、株式会社日立ドキュメントソリューションズとなった。

## 沿革
- 1972年 - 日立エンジニアリングより独立し、茨城コピー株式会社として設立。図面管理・複写業務サービスを開始。
- 1987年 - 本社を現在地に移転。
- 1988年 - 株式会社アイシーシーに社名変更。
- 1990年 ‐ 資本金を1億円とする。
- 1993年 ‐ マルチメディアコンテンツ事業を開始。資本金を2億円に増資。
- 1998年 - オリジナル教育系コンテンツ発売
- 1999年 - 株式会社ヘックアイティを吸収合併。資本金を2億5千万円に増資。
- 2001年 - 環境マネジメントシステムの国際規格ISO 14001の認証取得（本社・印刷工場）
- 2006年 ‐ 日本情報処理開発協会よりプライバシーマークを取得。
- 2007年 ‐ 電子化工場「iDoc」を開設。
- 2008年
  - 株式会社日立アイシーシーに社名変更。
  - 日立インターメディックス株式会社に吸収合併され、株式会社日立ドキュメントソリューションズとなる。